# Мультипликатор Шура
Мультипликатор Шура является второй гомологией групп {\displaystyle H_{2}(G,\mathbb {Z} )} группы G. Его ввёл Исай Шур  в работе по различным проективным представлениям.

## Примеры и свойства
Мультипликатор Шура {\displaystyle \operatorname {M} (G)} конечной группы G является конечной абелевой группой, экспонента которой делит порядок группы G.  Если силовская p-подгруппа группы G является циклической для некоторого p, то порядок {\displaystyle \operatorname {M} (G)} не делится на p. В частности, если все силовские p-подгруппы группы G циклические, то  {\displaystyle \operatorname {M} (G)} тривиален.
Например, мультипликатор Шура неабелевой группы 6-го порядка является тривиальной группой, поскольку любая подгруппа Силова циклична.  Мультипликатор Шура  элементарной абелевой группы 16-го порядка является элементарной абелевой группой 64-го порядка, это показывает, что мультипликатор может быть строго больше самой группы.  Мультипликатор Шура группы кватернионов тривиален, а мультипликатор Шура диэдральных 2-групп имеют порядок 2.
Мультипликаторы Шура конечных простых групп заданы на конечных простых группах.  Накрывающие группы знакопеременных и симметричных групп получили в последнее время значительное внимание.

## Связь с проективными представлениями

Проективное представление группы G может быть преобразовано обратно в линейное представление центрального расширения C группы G.

Исходным поводом изучения мультипликаторов для Шура была классификация проективных представлений групп, а современной формулировкой его определения является вторая когомология групп {\displaystyle H^{2}(G,\mathbb {C} ^{\times })}. Проективное представление очень похоже на представление группы, за исключением того, что вместо гомоморфизма в полную линейную группу {\displaystyle \operatorname {GL} (n,\mathbb {C} )} берётся гомоморфизм в проективную полную линейную группу {\displaystyle \operatorname {PGL} (n,\mathbb {C} )}.  Другими словами, проективное представление является представлением по модулю центра.
Шур показал, что любая конечная группа G имеет ассоциированную с ней по меньшей мере одну конечную группу C, называемую накрытием Шура, со свойством, что любое проективное представление группы G может быть поднято до обычного представления группы C.  Накрытие Шура известно также как накрывающая группа.  Накрытия Шура конечных простых групп известны и каждое является примером квазипростой группы.  Накрытие Шура совершенной группы однозначно определяется с точностью до изоморфизма, но накрытие Шура общей конечной группы определено только с точностью до изоклинизма.

## Связь с центральными расширениями
Изучение таких накрывающих групп приводит естественным образом к изучению центральных и стеблевых расширений.
Центральное расширение группы G является расширением
{\displaystyle 1\to K\to C\to G\to 1}
где {\displaystyle K\leqslant Z(C)} является подгруппой центра группы C.
Стеблевое расширение группы G — это расширение
{\displaystyle 1\to K\to C\to G\to 1}
где {\displaystyle K\leqslant Z(C)\cap C'} является подгруппой пересечений центра C и производной подгруппы группы C. Это более ограничивающее условие, чем центр.
Если группа G конечна и рассматриваются только стеблевые расширения, то существует наибольший размер такой группы C, и для любой группы C этого размера подгруппа K изоморфна мультипликатору Шура группы G.  Если конечная группа G является, более того, совершенной, то C единственна с точностью до изоморфизма и сама совершенна.  Такая группа C часто называется универсальными совершенными центральными расширениями группы G, или накрывающей группой (так как это дискретный аналог универсальное накрывающее пространство в топологии).  Если конечная группа G не является совершенной, то группы её накрытий Шура (все такие C максимального порядка) лишь изоклинны.
Группа также называется более кратко универсальным центральным расширением, но заметим, что не существует наибольшего центрального расширения, так как прямое произведение группы G и абелевой группы образует центральное расширение группы G произвольного размера.
Стеблевые расширения имеют интересное свойство, что любое поднятие генерирующего множества группы G являются генерирующим множеством C.  Если группа G задана в терминах свободной группы F на множестве генераторов и нормальная подгруппа R генерируется множеством связей на генераторах, так что {\displaystyle G\cong F/R}, тогда накрывающая группа сама может быть представлена в терминах F, но с меньшей нормальной подгруппой S, то есть, {\displaystyle C\cong F/S}.  Поскольку отношения G определяют элементы K, если рассматривать как часть C, должно выполняться {\displaystyle S\leqslant [F,R]}.
Фактически, если группа G совершенна, это всё, что нужно: C ≅ [F,F]/[F,R] и M(G) ≅ K ≅ R/[F,R].  Ввиду этой простоты изложения, такие как в статье Ашбахера, рассматривают совершенный случай в первую очередь. Общий случай для мультипликатора Шура аналогичен, но при рассмотрении обеспечивается, чтобы расширение является стеблевым расширением, путём ограничения на порождённую подгруппу F: M(G) ≅ (R ∩ [F, F])/[F, R].  Это всё чуть более поздние результаты Шура, который также дал несколько полезных критериев для вычисления мультипликаторов более явно.

## Связь с эффективными представлениями
В комбинаторной теории групп группы часто описываются заданием группы.  Важная тема в этой области математики — изучение заданий с как можно меньшими связями, таких как группы Баумслага — Солитера с одним определяющим соотношением.  Эти группы являются бесконечными группами с двумя генераторами и одним соотношением и старый результат Шрейера показывает, что в любом задании с бо́льшим числом генераторов, чем отношений, получается бесконечная группа.  Интересен тогда граничный случай — когда конечные группы имеют одинаковое число генераторов и соотношений, и в этом случае говорят, что группа имеет нулевой дефект.  Чтобы группа имела нулевой дефект, группа должна иметь тривиальный мультипликатор Шура, поскольку минимальное число генераторов мультипликатора Шура всегда меньше или равно разнице между числом отношений и числом генераторов, что даёт отрицательный дефект.  Эффективная группа — это группа, в которой мультипликатор Шура требует такого числа генераторов.
Совсем свежие темы исследований — найти эффективные представления для всех конечных простых групп с тривиальными мультипликаторами Шура.  Такие представления в некотором смысле приятны, поскольку они обычно коротки, но их трудно найти и с ними трудно работать, поскольку они плохо приспособлены для стандартных методов, таких как перечисление смежных классов.

## Связь с топологией
В топологии группы могут часто быть описаны как конечные задания групп и фундаментальным вопросом является вычисление их полной интегральной гомологии {\displaystyle H_{n}(G,\mathbb {Z} )}.  В частности, вторая гомология играет специальную роль и это привело Хайнца Хопфа к нахождению эффективного метода её вычисления.  Метод, описанный в статье Хопфа, известен также как формула интегральной гомологии Хопфа и эта формула идентична формуле Шура для мультипликатора Шура конечной группы:
{\displaystyle H_{2}(G,\mathbb {Z} )\cong (R\cap [F,F])/[F,R]}
где {\displaystyle G\cong F/R} и F является свободной группой. Та же формула верна также, когда G является совершенной группой.
Осознание, что эти формулы на самом деле одно и то же, привели Самуэля Эйленберга и Саундерса Маклейна к созданию когомологии групп.  В общем смысле, 
{\displaystyle H_{2}(G,\mathbb {Z} )\cong {\bigl (}H^{2}(G,\mathbb {C} ^{\times }){\bigr )}^{*}}
где звёздочка означает алгебраически двойственную группу. Более того, когда группа G конечна, имеется неестественный изоморфизм 
{\displaystyle {\bigl (}H^{2}(G,\mathbb {C} ^{\times }){\bigr )}^{*}\cong H^{2}(G,\mathbb {C} ^{\times }).}
Формула Хопфа для {\displaystyle H_{2}(G)} была обобщена на более высокие размерности. Об одном из подходов и для списка литературы см. статью Иверета, Грана и Ван дер Линдена.
Совершенная группа — это группа, первая интегральная гомология которой нулевая.  Суперсовершенная группа — это группа, первые две интегральные гомологии групп нулевые.  Накрытия Шура конечных совершенных групп суперсовершенны. Ациклическая группа является группой, в которой все приведённые интегральные гомологии нулевые.

## Приложения
Вторая алгебраическая K-группа K2(R) коммутативного кольца R может быть отождествлена со второй гомологической группой H2(E(R), Z) группы E(R)  (бесконечных) элементарных матриц с элементами из R.